# 로빈 앤틴
로빈 앤틴(Robin Antin, 1961년 7월 6일 ~ )은 미국의 댄서, 안무가, 뮤직 비디오 감독, 배우, 의류 디자이너, 기업가이다. 1995년에 푸시캣 돌스, 2007년에 걸리셔스를 결성했다.

## 영화
- 프렌즈
- MTV Bash
- MTV 무비 & TV 어워드
- My VH1 어워드
- 4차원 가족 카다시안 따라잡기
- 앵커맨 (영화)